# Kato Polemidia
Kato Polemidia (griechisch Κάτω Πολεμίδια; türkisch Aşağı Binatlı) ist eine Stadt, ein Vorort und eine Gemeinde von Limassol im Bezirk Limassol in der Republik Zypern. Bei der Volkszählung im Jahr 2021 hatte sie 23.174 Einwohner.

## Name
Der Name des Dorfes, wie auch der Name Pano Polemidia, geht auf den laubabwerfenden Polemidkia-Baum (Mispel) zurück, der auf Zypern selten vorkommt. Die Früchte dieses Baumes werden „Pomelidkia“ oder „Pomelidkia“ genannt.
1958 nahmen die türkisch-zypriotischen Einwohner von Kato Polemidia den türkischen Namen „Aşağı Binatlı“ an. Aşağı bedeutet „unten“ und Binatlı bedeutet „Tausende von Reitern“. Es gibt auch einen Ort in der Türkei namens Binatlı.

## Lage und Umgebung

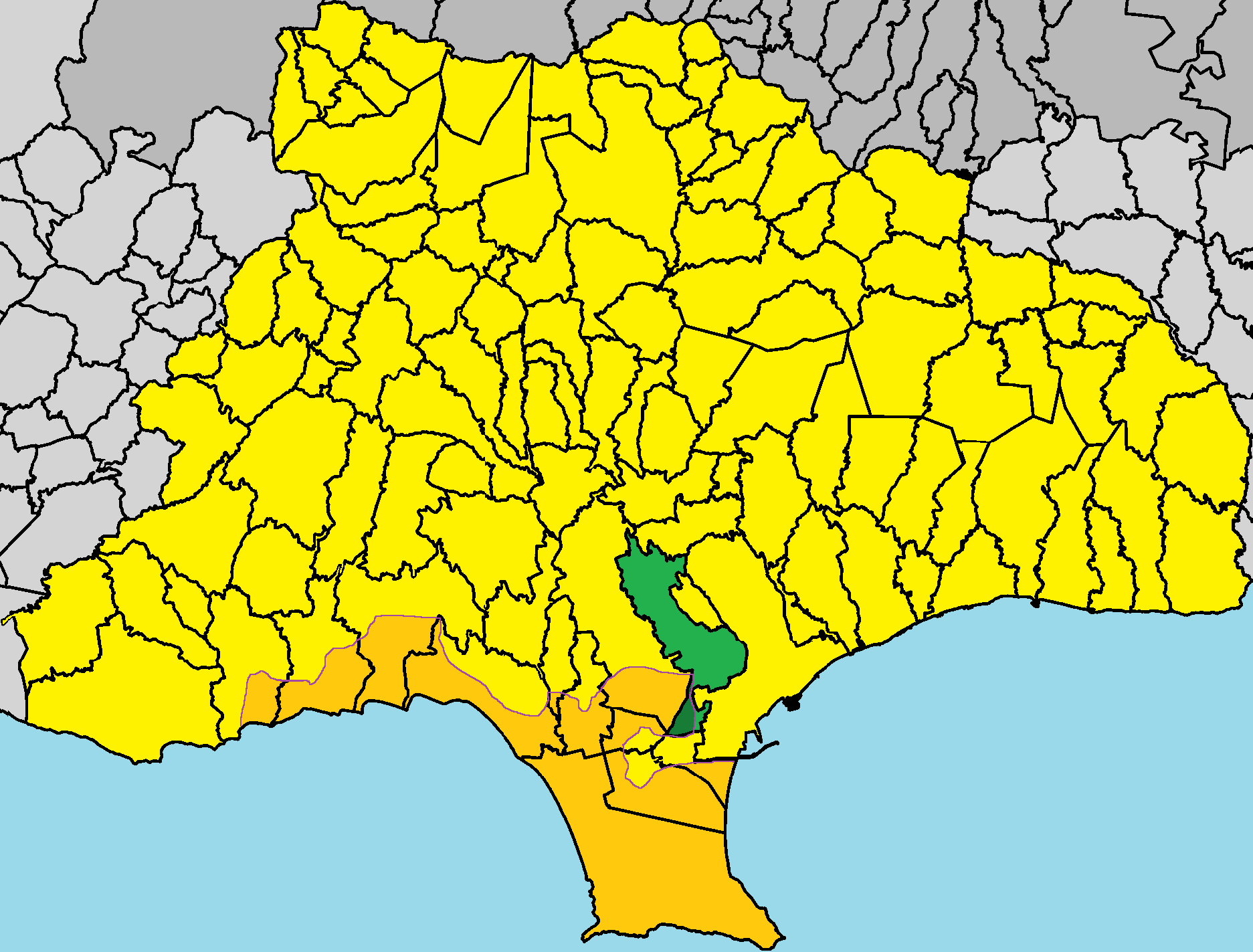
Lage im Bezirk Limassol

Kato Polemidia liegt im Süden der Mittelmeerinsel Zypern. Es ist etwa 18 Quadratkilometer groß und grenzt im Osten an Pano Polemidia, im Osten und Süden an die Hafenstadt Limassol, im Südwesten an Tserkezi, im Westen an Ypsonas und im Nordosten an Palodia.

### Stadtgliederung
Die Gemeinde ist zu Verwaltungszwecken in die 6 Teile Archangelos Michail, Anthoupoli, Apostolos Varnavas, Makarios, Agios Nikolaos und Panagia Evangelistria unterteilt.

## Geschichte
Das Gebiet von Kato Polemidia ist seit prähistorischen Zeiten besiedelt. Archäologische Ausgrabungen brachten eine Nekropole aus der Spätbronzezeit sowie archäologische Überreste aus prähistorischer Zeit an den Orten namens „Skammata“ und „Ufkia“ ans Licht. In mittelalterlichen Quellen wird das Dorf als „Polemidia“ bezeichnet, ohne einen Unterschied zwischen Kato und Pano Polemidia zu machen.
Bis 1974 lebten neben griechischen Zyprioten auch türkische Zyprioten in Kato Polemidia. Während der Zeit der Unruhen zwischen zwei Gemeinden (1963–1964) kamen türkische Zyprioten aus Dörfern in der weiteren Umgebung (Klonari, Fasoula, Tserkezi, Trachoni, Silikou, Malia) zog nach Kato Polemidia. Die meisten von ihnen kehrten in den folgenden Jahren in ihre Dörfer zurück, einige blieben jedoch in Kato Polemidia. Darüber hinaus wurde in den 1960er Jahren in den Dörfern Kato Polemidia und Pano Polemidia beobachtet, dass während die griechisch-zypriotischen Behörden der Republik Zypern keinen Zugang zu den anderen türkisch-zypriotischen Dörfern hatten, konnte die griechisch-zypriotische Polizei dort ungehindert patrouillieren. Viele griechische Zyprioten mischten sich in den beiden Dörfern frei unter die türkischen Zyprioten. Obwohl es eine Abteilung der Nationalgarde gab, bewegten sich außerdem uniformierte türkisch-zypriotische Kämpfer frei in den beiden Dörfern, solange sie nicht bewaffnet waren.
Während der türkischen Invasion 1974 zogen die türkisch-zypriotischen Bewohner von Kato Polemidia zum britischen Stützpunkt Akrotiri. Die meisten blieben dort bis Januar 1975, als sie von der Türkei in den nördlichen Teil Zyperns überstellt wurden. Die meisten ließen sich in Morfou nieder.
1986 wurde Kato Polemidia zur Gemeinde erklärt.

### Bevölkerungsentwicklung
| Jahr      | 1901 | 1911 | 1921 | 1931 | 1946  | 1960  | 1976  | 1982  | 1992   | 2001   | 2011   | 2021   |
| Einwohner | 677  | 818  | 943  | 966  | 1.602 | 2.376 | 5.148 | 7.919 | 15.985 | 18.452 | 22.369 | 23.174 |

## Politik

### Bürgermeister
Bürgermeister von Kato Polemidia waren:
- Kostas Thomas (1986–2001)
- George Georgiou (2002–2016)
- Nikos Anastasiou (ab 2017)

### Gemeindepartnerschaften
Die Gemeinde Kato Polemidia hat Gemeindepartnerschaften mit:
- Nikea-Agios Ioannis Rendis (Griechenland)
- Skyros, Hauptort (Griechenland)